# تيري ويلكوكس
تيري ويلكوكس (بالإنجليزية: Terry Wilcox)‏ هو لاعب غولف أمريكي، ولد في 1940.

## وصلات خارجية
- تيري ويلكوكس على موقع رابطة لاعبي الغولف المحترفين (الإنجليزية)